# Sabha (Schiff)
Die Sabha (Kennung: 90) ist eine Fregatte der Oliver-Hazard-Perry-Klasse (short-hull) der Marine von Bahrain, die bei dieser seit September 1996 in Dienst steht. Vorher stand das Schiff von 1981 bis 1996 als USS Jack Williams (FFG-24) im Dienst der US-amerikanischen Marine.

## Geschichte
Der Bauauftrag für die spätere Sabah wurde am 28. Februar 1977 als sechzehnte Einheit ihrer Klasse vergeben. Das Schiff wurde am 25. Februar 1980 bei der Werft Bath Iron Works in  Bath im Bundesstadt Maine mit der Baunummer 379 auf Kiel gelegt. Der Stapellauf erfolgte am 30. August 1980 und die Indienststellung am 19. September 1981. Benannt war das Schiff zu diesem Zeitpunkt nach Hospital Corpsman Jack Williams, der während der Schlacht um Iwo Jima fiel und postum die Medal of Honor erhielt.
Während ihrer Dienstzeit in der US-amerikanischen Marine nahm sie unter anderem an der Operation Praying Mantis, Operation Desert Storm sowie an Operation Support Democracy vor Haiti teil.
Da sie zu den „kurzen“ Einheiten der Oliver-Hazard-Perry-Klasse zählte, wurde die Jack Williams bereits 1996 wieder außer Dienst gestellt und aus dem Naval Vessel Register gestrichen. Noch im selben Jahr wurde das Schiff an die Marine von Bahrain verkauft, in der es als Sabha  fährt. 2008 nahm sie an der multinationalen Übung Arabian Shark teil.